# Xysticus sabulosus occidentalis
Xysticus sabulosus là một phân loài nhện trong họ Thomisidae.
Loài này thuộc chi Xysticus. Xysticus sabulosus occidentalis được Wladislaus Kulczynski miêu tả năm 1916.